# HMS Resolution (1771)
El HMS Resolution fue una balandra de la Marina Real británica, un buque mercante convertido en collier comprado por la Armada de los Estados Unidos y adaptado, en el que el capitán James Cook hizo su segundo y tercero viaje de exploración al Pacífico. Le impresionó tanto que la llamó "el barco de mi elección", y "el más apto para el servicio que he visto".

## Compra y remodelación
La Resolution comenzó su carrera como el collier del Mar del Norte Marqués de Granby, lanzado en Whitby en 1770, y adquirido por la Marina Real británica en 1771 por 4151 £ (equivalente a 534 533 £ hoy). Originalmente fue registrada como HMS Drake, pero temiendo que esto molestara a los españoles, pronto fue rebautizada como Resolution, el 25 de diciembre de 1771. Fue equipada en Deptford con las ayudas de navegación más avanzadas para el momento, incluyendo una brújula de azimut hecha por Henry Gregory, anclas de hielo y el más moderno aparato para destilar agua dulce del agua de mar. Su armamento consistía en 12 cañones de 6 libras y 12 cañones giratorios. De su cuenta Cook tenía bisagras de puertas de bronce instaladas en la gran cabina. Originalmente se planeó que el naturalista Joseph Banks y un séquito apropiado navegarían con Cook, por lo que se construyeron una cintura elevada, una cubierta superior adicional y una cubierta de popa elevada que se adaptara a Banks. Este reacondicionamiento costó 10 080 £ 12 s 9 d. Sin embargo, en las pruebas del mar, se encontró que el barco era muy pesado y, según las instrucciones del Almirantazgo, las estructuras ofensivas se eliminaron en una segunda instalación en Sheerness, a un costo adicional de 882 £ 3 s 0 d. Posteriormente, Banks se negó a viajar bajo esas "condiciones adversas" y Johann Reinhold Forster y su hijo, George, lo reemplazaron.

## El segundo viaje de Cook
Resolution partió de Sheerness el 21 de junio de 1772, con 118 personas, incluidos 20 voluntarios que habían navegado en el primer viaje de Cook en el HMS Endeavour de 1768 a 1771, y dos años de provisiones. Se unió al HMS Adventure en Plymouth y los dos barcos salieron de aguas inglesas el 13 de julio de 1772.
El primer puerto de escala de Resolution fue en Funchal en las Islas de Madeira, a la que llegó el 1 de agosto. Cook  elogió sus cualidades de navegación en un informe al Almirantazgo de Funchal Roads, diciendo que "maneja, trabaja, navega bien y está notablemente fuerte y promete ser un barco sin roturas y muy suave en el mar". El barco fue reprovisionado con agua dulce, carne de res, fruta y cebollas, y después de una parada adicional en las islas de Cabo Verde dos semanas después, zarpó rumbo al sur hacia el Cabo de Buena Esperanza. Varios miembros de la tripulación habían llevado monos a bordo como mascotas, pero Cook los había arrojado por la borda para evitar que sus excrementos ensuciaran el barco.
En su primer viaje, Cook calculó la longitud por el método habitual de la luna, pero en su segundo viaje, la Junta de Longitud envió a un astrónomo altamente calificado, William Wales, a Cook y le encomendó un nuevo cronómetro marino, el K1, recientemente completado por Larcum Kendall, junto con tres cronómetros hechos por John Arnold. El K1 de Kendall fue muy preciso y resultó ser el más eficiente para determinar la longitud a bordo de la Resolution.
El 17 de enero de 1773, Resolution era el primer barco en cruzar el Círculo antártico y lo cruzó dos veces más en ese viaje. El tercer cruce, el 3 de febrero de 1774, penetró más al sur, alcanzando latitud de 71°10′ Sur y longitud de 106°54′ Oeste. Así, la Resolution demostró que la Terra Australis Incognita de Alexander Dalrymple es un mito. Regresó a Gran Bretaña en 1775 y luego fue puesta en servicio.

## El tercer viaje de Cook
Fue de nuevo puesta en servicio en febrero de 1776 para el tercer viaje de Cook, que comenzó el 12 de julio de 1776, partiendo de Plymouth, Inglaterra, durante el cual la Resolución cruzó el Círculo Ártico el 17 de agosto de 1778, y otra vez lo cruzó el 19 de julio de 1779, bajo el mando de Charles Clerke después de la muerte de Cook. Regresó a Gran Bretaña el 4 de octubre de 1780.

### Citas
1. ↑  Hough 1995, p. 219
2. ↑  Beaglehole 1959, pp. 3–5
3. 1 2  «Libro de registro de la HMS 'Resolución'» (en inglés). Biblioteca Digital de Cambridge. Consultado el 1 de febrero de 2019.
4. 1 2  Hough 1995, pp. 235–236
5. ↑  Beaglehole 1959, p. 15
6. ↑  Beaglehole 1959, p.13
7. 1 2  Hough 1995, p. 239